# Rosa García Ascot
Rosa García Ascot (Madrid, 8 avril 1902 – Torrelaguna, 2 mai 2002,) est une compositrice et pianiste espagnole. 
Elle est la seule femme du bien connu Groupe des huit, auquel appartenaient Julián Bautista, Ernesto Halffter et son frère Rodolfo, Juan José Mantecón, Fernando Remacha, Salvador Bacarisse et Gustavo Pittaluga. Elle épouse Jesús Bal y Gay en 1933. Ses plus remarquables compositions sont la Suite pour orchestre, Preludio, et son Concerto pour piano et orchestre.
Considérée comme son dernier disciple, García Ascot a défendu la musique de Manuel de Falla en tant que concertiste. Avant d'étudier avec Falla à Madrid, elle étudie avec Felipe Pedrell et plus tard avec Enrique Granados. Elle a une grande activité de concertiste pendant les dix premières années de sa carrière, effectuant de nombreuses tournées, autant en concerts qu'en récitals. Plus tard, ses concerts publics sont rares et toujours pour des circonstances spéciales. Elle est morte un mois après avoir fêté ses 100 ans